# Sikorsky UH-60 Black Hawk
Sikorsky UH-60 Black Hawk är den amerikanska försvarsmaktens beteckning för den militära varianten av Sikorsky S-70, vilken är en medeltung transporthelikopter. Helikoptersystemet finns i ett antal grundversioner, varav UH-60M är det senaste. Svenska försvarsmakten har 15 UH-60M som betecknas helikopter 16 (hkp 16).

## Historik
Sikorsky S-70 vann den amerikanska arméns tävling i "Utility Tactical Transport Aircraft System" (UTTAS) i början av 1970-talet och ersatte UH-1 Iroquois-familjen. Trots att de sista två tävlande designerna utvecklades enligt arméns specifikationer valdes UH-60 istället för Boeing-Vertol YUH-61. Designen användes senare som bas för andra varianter i olika delar av den amerikanska militären.

## Versioner
UH-60-finns i en rad olika versioner, som betecknas med ett bokstavssuffix efter "60". Allt eftersom helikoptern utvecklades och fick ny/bättre utrustning så gav man den en ny bokstav. UH-60A är den första varianten, den senaste[när?] är UH-60M.
UH-60, som används av US Army för transportuppdrag, är inte den enda varianten i xH-60 familjen. Övriga varianter, som får ett annat bokstavsprefix beroende på andra uppgifter, är:
- EH-60 används för elektronisk krigföring
- HH-60 används för sjuktransport
- MH-60 används för specialoperationer
- VH-60 används för president- och VIP-transport
- AH-60 är en exportvariant för Colombia samt Australien
- CH-60 är en föreslagen variant, som skulle användas av USA:s marinkår för transport

För fler versioner, se Sikorsky SH-60 Seahawk.

## Användare
| - Australien - 35 st S-70A-9 Black Hawks - Argentina - Bahrain - 2 st UH-60A/S-70A och 8 st UH-60L/S-70A Black Hawks - Brasilien - 10 st UH-60 och 4 stycken UH-60L - Brunei - 1 st UH-60A, 1 UH-60L Black Hawks och 9 st UH-60Ms - Chile - 1 UH-60L - Colombia - 66 UH-60A/L and AH-60L Arpia III, - Grekland - Egypten - 8 st UH-60L och 62 st UH-60M - Filippinerna - 2 st UH-60A (S-70A) - Förenade arabemiraten - 5 st S-70 - Hongkong - Israel - 49 st S-70A/UH-60A/L - Kina - 22 st S-70C - Japan - Jordanien - 9 st UH-60L | - Mexiko - 6 st UH-60L (S-70A-24) Black Hawks. - Marocko - 2 st UH-60L - Malaysia - 2 st UH-60L (S-70A) Black Hawks - Polen - Polish Special Forces S-70i (4) (4 on order) - Saudiarabien - 15 st UH-60L - Sverige - 15 st UH-60M Black Hawk, levererades under 2011-2013. - Spanien - Använder SH-60 - Singapore - Sydkorea - 140 st UH-60P Black Hawks, 141 st S-70A/UH-60P och 10 st VH-60P och HH-60P - Taiwan - 17 st S-70C och 60 st UH-60M - Thailand - 7 st UH-60L (S-70A-43) Black Hawks - Turkiet - 12 st UH-60A/L (S-70A-17), 95 st UH-60L (S-70A-28) Black Hawks och 59 st S-70As (UH-60A/L) - USA - 1,349 st UH-60, 64 st EH-60 och 58 st MH-60 - Österrike - 9 st S-70A-42 Black Hawk |

## Användning i Svenska försvarsmakten - helikopter 16

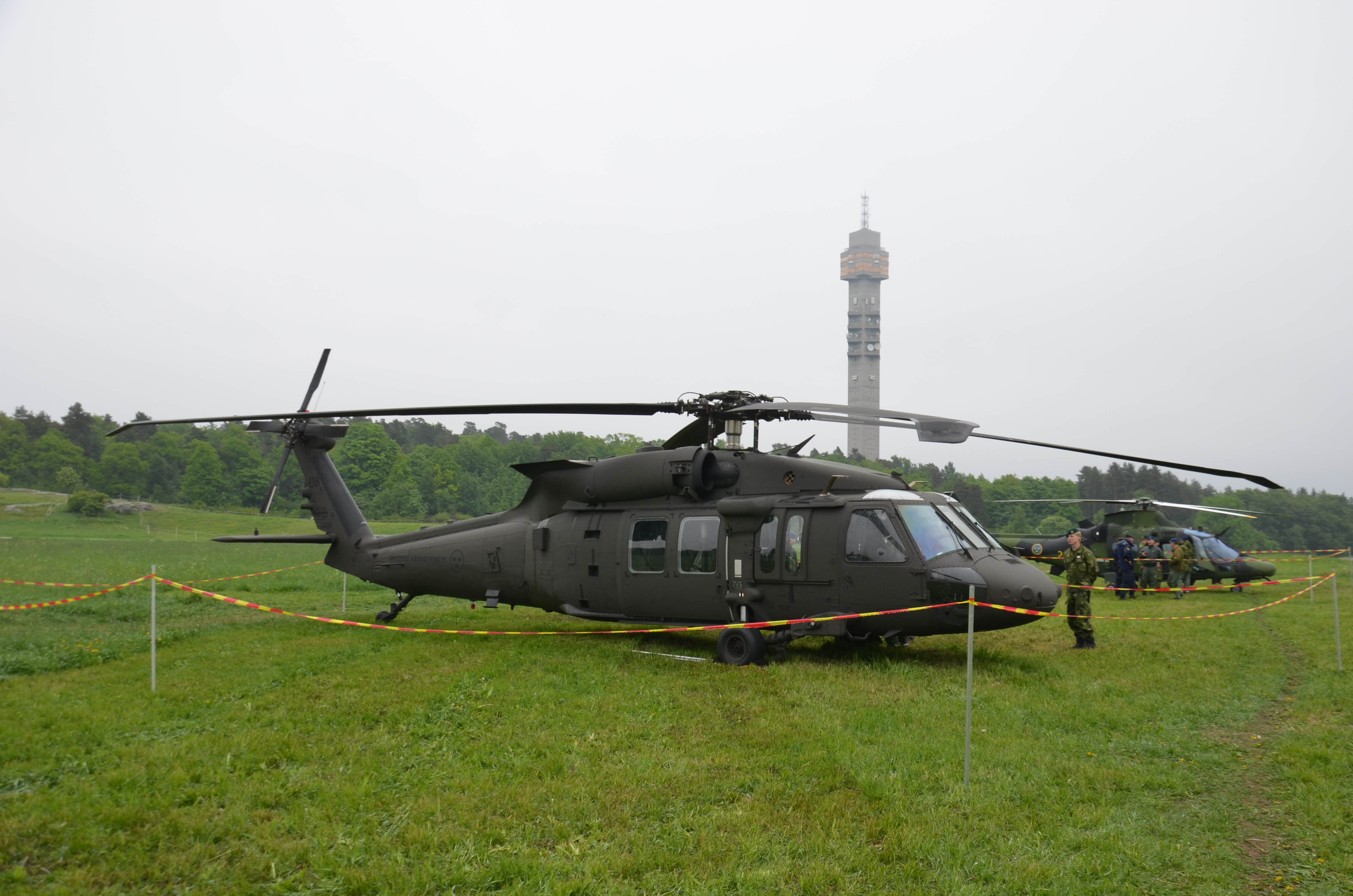
Helikopter 16 Black Hawk på Gärdet i Stockholm

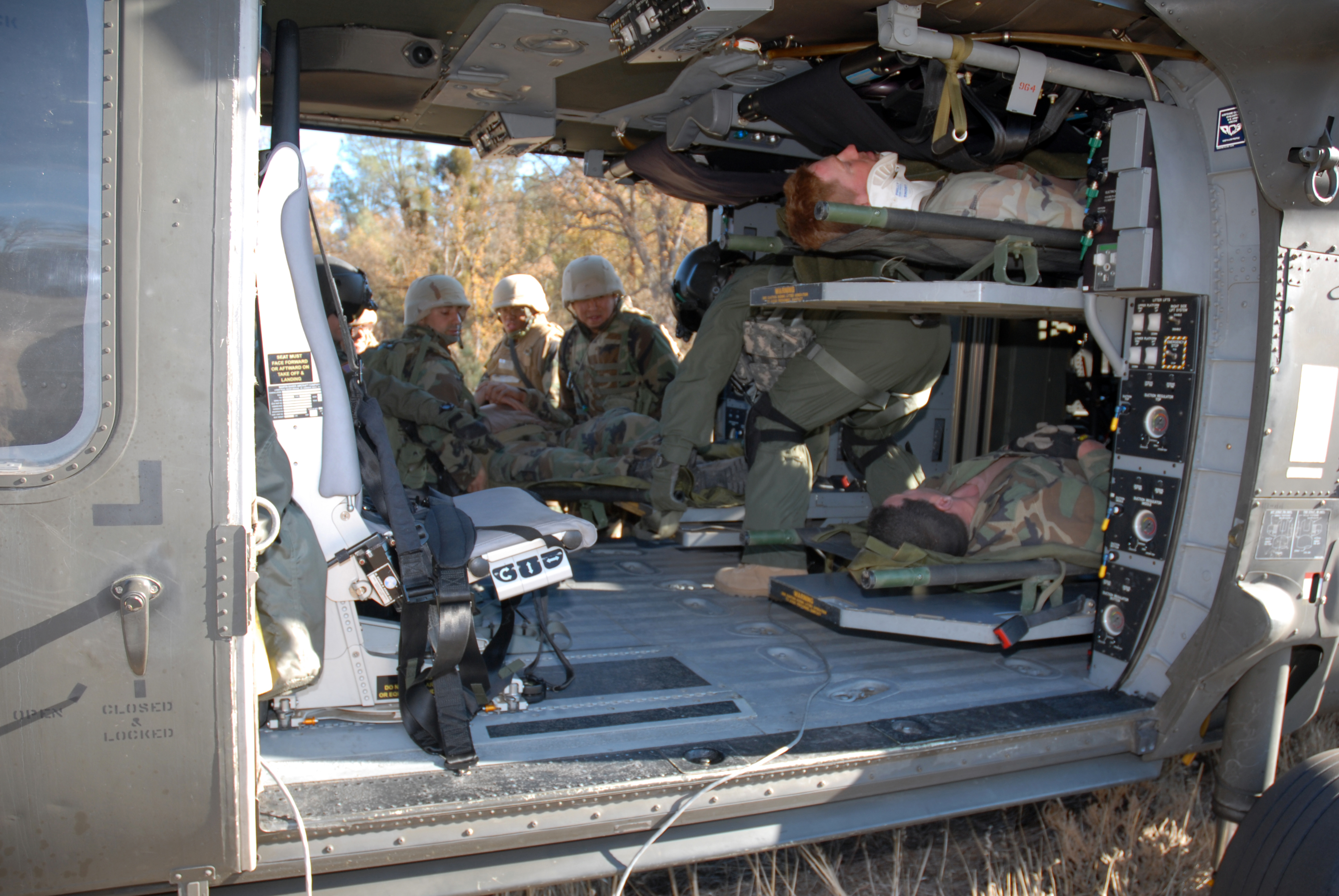
Black Hawk utrustad som ambulanshelikopter

Under början av 2000-talet beställde Försvarsmakten ett nytt medeltungt helikoptersystem, Helikopter 14. Leveransen och införandet av helikopter 14 försenades med många år samtidigt som behovet av helikoptrar för framförallt sjukvårdstransport (Medevac) i Försvarsmaktens insatsområden ökade. Som en följd av detta föreslog den militära helikopterutredningen i sitt slutbetänkande att man borde anskaffa ytterligare 15 medeltunga helikoptrar. Utredningen tog inte ställning till vilken helikopter som borde anskaffas, utan enbart till att behovet fanns.
I januari 2011 meddelade Försvarets materielverk att valet hade fallit på UH-60M. De 15 stycken UH-60M köptes dock inte av tillverkaren Sikorsky, utan av den amerikanska armén. Då köpet gjordes upp mellan två stater behövde inte Lagen om offentlig upphandling beaktas.
Försvarsmaktens benämning på UH-60M är helikopter 16. Helikoptersystemets huvuduppgift är att understödja Försvarsmakten med trupp- och materieltransport.
Utbildningen av personalen påbörjades sommaren 2011. De två första helikoptrarna levererades den 15 december 2011 till Sverige. Systemet slutlevererades i april 2013. Den 17 januari 2012 överlämnades helikoptersystemet till Försvarsmakten. Överlämningen skedde vid en ceremoni på Malmens flygplats i Linköping, där Gunnar Holmgren, dåvarande generaldirektör vid Försvarets materielverk, formellt lämnade över systemet till ÖB Sverker Göranson.
Helikopter 16 Black Hawk kan utrustas med varnings- & motmedelssystem (VMS), samt ballistiskt skydd (EBPS). Vidare kan sandfilter på motorernas luftintag (EIBF), vinsch samt två kulsprutor av modell Kulspruta M240 H monteras. Uppvända avgasutsläpp sitter monterade på de svenska helikoptrarna som standard (UES).
Vad gäller annan utrustning så kan helikoptern utrustas med medicinsk utrustning och bårar (UHMMSS) för att kunna utföra upphämtning eller transport av skadade under insats (MEDEVAC).

### Brandbekämpning
Mot bakgrund av skogsbranden i Västmanland 2014, och avvecklingen av helikopter 10, blev helikopter 16 (även helikopter 14) inför sommaren 2015 godkänd att flyga med brandtunnor, så kallade Bambi buckets. Vattentunnorna på helikopter 16 skiljer sig från det system som används på helikopter 10 (och helikopter 14), då tunnorna till helikopter 16 rymmer 2,5 kubikmeter vatten, mot 2 kubik för helikopter 10. Även manöverdelen skiljer sig, då i form av en manöverväska som enkelt flyttas mellan olika individer, och inte är fast integrerad i helikoptern. Vattentunnorna till helikopter 16 är även mer avancerade; de behöver inte släppa allt vatten på en gång, utan kan släppa vattenmängd efter önskad effekt.

### Helikopter 16 i insatsområdet
I mitten av mars 2013 baserades en svensk enhet (ICEPAC) med fyra hkp 16 på Camp Marmal i norra Afghanistan. Sedan början av april samma år har de stått i MEDEVAC-beredskap vid sidan av en tysk (NH90) respektive amerikansk (Dustoff, HH-60L) enhet. Sedan första kvartalet 2021 fram till slutet av insatsen, Task Force Takuba, så var även tre hkp 16 baserade vid den svenska basen i Ménaka i Mali.

### Transporter för polisen
Den svenska polisen har själva inte förmågan att lufttransportera större mängder personal eller materiel, såsom Nationella insatsstyrkan eller Bombgruppen. Sedan den 11 augusti 2014 har Försvarsmakten haft beredskapen att stödja Polisen med helikoptertransport med  hkp 16 från Malmens flygplats i Linköping.  Detta är delvis ett resultat av utvärderingar i Norge efter terrordåden 2011, då norska polisen hade svårigheter att snabbt nå Utøya. Uppgiften regleras av "Förordning (2017:113) om Försvarsmaktens stöd till polisen med helikoptertransporter".

### Helikopterindivider
| Tillv. serienr | Militärt reg nr | Fen- nummer | Operativ i Försvarsmakten | Kommentar | Bild |
| -------------- | --------------- | ----------- | ------------------------- | --------- | ---- |
| 11-27226       | 161226          | 01          | 2011–                     |           |      |
| 11-27227       | 161227          | 02          | 2011–                     |           |      |
| 11-27228       | 161228          | 03          | 2012–                     |           |      |
| 11-27229       | 161229          | 04          | 2012–                     |           |      |
| 11-27230       | 161230          | 05          | 2012–                     |           |      |
| 11-27231       | 161231          | 06          | 2012–                     |           |      |
| 11-27232       | 161232          | 07          | 2012–                     |           |      |
| 11-27233       | 161233          | 08          | 2012–                     |           |      |
| 11-27234       | 161234          | 09          | 2012–                     |           |      |
| 11-27235       | 161235          | 10          | 2012–                     |           |      |
| 11-27236       | 161236          | 11          | 2012–                     |           |      |
| 11-27237       | 161237          | 12          | 2012–                     |           |      |
| 11-27238       | 161238          | 13          | 2013–                     |           |      |
| 11-27239       | 161239          | 14          | 2013–                     |           |      |
| 11-27240       | 161240          | 15          | 2013–                     |           |      |

1. ↑  Det militärt registreringsnummer är ett unikt individnummer som Flygvapnets luftfartyg är registrerat med i det (svenska) militära luftfartygsregistret.
2. ↑  Fennumret står på skrovet på Flygvapnets luftfartyget i syfte att visuellt lätt kunna identifiera individen.